# ヘシェリ氏
ヘシェリ氏 (満文：ᡥᡝᡧᡝᡵᡳ ᡥᠠᠯᠠ, 転写：hešeri hala, 漢文：赫舍里氏, 拼音：hèshělǐ shì) は満洲族の姓氏の一で、満洲族八大姓の一に数えられる。中でもドゥインゲ地方ヘシェリ氏は、康熙朝の輔政大人や皇后、権臣を輩出したことで知られる。

## 起源
『欽定滿洲源流考』に拠れば、清代の赫舎哩へシェリ氏は、『金史』所載の「紇石烈he-shih-lieh氏」と同一氏族とされ、金代には梁王ワンヤン･ウジュの娘・永安県主を娶った源郡王・紇石烈･志寧を首はじめとし、ほかにも多数の「紇石烈氏」がみられる。また、『金史』巻135「金國語解」に拠れば、「紇石烈氏」は漢姓として「高」を名告ったとされる。
『朝鮮王朝實錄』には「托温地名豆漫トゥメン高姓卜兒閼名」なる人物がみえるが、卜兒閼が「高」姓を冠していることなどから、満洲史家の三田村勘助は、高･卜兒閼を『金史』所載の「紇石烈氏」の後裔であるとしている。托温は、斡朶里odoli、火兒阿hol-aの二つの豆漫トゥメンとともに移闌･豆漫イラン･トゥメン (→三イラン萬戸トゥメン) を構成した氏族で、元は三姓イラン･ハラ地方 (現黒竜江省ハルビン市依蘭県) に居住していた。
三姓地方を東西に流れる松花江スンガリー･ウラの北岸に注ぐ支流・湯旺河は、明代に「屯tún河」または「托溫tūowēn河」と呼ばれ、さらに遡って元代には「桃溫táowēn水」、また金代には「陶温tāowēn水」や「土溫tǔwén水」、「濤溫tāowēn水」などとも呼ばれた (英字は拼音)。三田村に拠れば、屯河 (湯旺河) と松花江の合流地点に位置した「固木納城」は、かつて金代「紇石烈氏」の拠点であり、後には高氏の住地「托温」であった。
元末明初の混乱期に斡朶里と火兒阿、この二つの萬戸トゥメンは南下し、それぞれを母体とする建州衛と建州左衛 (ヌルハチの出身) とが明朝によって設置されたが、托温はその後も三姓地方に残留した。『八旗滿洲氏族通譜』には、赫舎哩へシェリ氏の祖先であるムフル都督が、ドゥインゲ地方に興って、後に白河、続いてハダ･グルンに遷居したとあり、ホイファやイェヘにもヘシェリ氏は散居している。三田村は、三姓イラン･ハラ地方の故地に留まった高氏 (紇石烈氏) と、ハダ・ホイファ・イェヘ、すなわちフルン･グルン (海西女直) に従属した赫舎哩へシェリ氏との間にはつながりがあると説く。
なお、『八旗滿洲氏族通譜』は赫舎哩へシェリ氏の名称について河川名に由来するとしている。また、古くは唐末女真通用30姓の一にも数えられた。

## 派生
近世においてはその始祖をムフル都督に求める。ムフルはドゥインゲから白河、ハダへと遷居し、八人の子を設けた。長子・瑚新布禄、次子ダンチュ、三子・達柱、四子・岱音布禄、五子アイムブル、六子・拖霊阿、七子テヘネ、八子・噶爾柱費揚古である。
『八旗滿洲氏族通譜』は以下の6+派をあげる。
1. 都英額ドゥインゲ地方赫舍里氏
2. 和多･穆哈連ホド･ムハリャン地方赫舍里氏 (ページ作成中)
3. 齋谷地方赫舍里氏 (ページ作成中)
4. 哈達ハダ地方赫舍里氏 (ページ作成中)
5. 葉赫イェヘ地方赫舍里氏 (ページ作成中)
6. 輝發ホイファ地方赫舍里氏 (ページ作成中)
7. 各地方赫舍里氏 (ページ作成中)

『欽定八旗通志』はさらに詳細に以下の58派を挙げる。
1. ドゥインゲ (都英額duingge)
2. ホド･ムハリャン (和多･穆哈連hodo muhaliyan)
3. 齊谷
4. ハダ (哈達hada)
5. イェヘ (葉赫yehe)
6. ホイファ (輝發hoifa)
7. 黒龍江穆理哈村
8. ウラ (烏喇ula)
9. サルフ?(沙爾虎sarhu?)
10. ワルカ (瓦爾喀warka)
11. 札庫木
12. 塔山堡
13. 哈爾敏
14. ゴルミン･シャンギャン･アリン (長白山golmin šanggiyan alin)
15. 赫席黒
16. スンガリ･ウラ (松花江sunggari ura)
17. 白河
18. ヘシェリ (赫舍里hešeri)
19. 特分
20. サハリャン･ウラ (黒龍江sahaliyan ula)
21. ヤラン (雅蘭yaran)
22. 佛阿拉
23. 馬察
24. スイフン (綏分suifun)
25. 福爾建哈達
26. 訥殷江
27. 諾爾
28. 瑚普察
29. 胡蘭
30. 渾春
31. 雅爾湖
32. ギリン･ウラ (吉林･烏喇gilin ula)
33. 滹野
34. ニマチャ (尼馬察nimaca)
35. 徳得合村
36. 雅哈和羅
37. 阿庫里
38. □克索村
39. 阿克坦村
40. 錦州
41. 果爾敏街
42. 額爾敏
43. ベドゥネ (白都訥bedune)
44. 費爾塔哈村
45. フィヨ･ホトン (蜚悠城fiyo hoton)
46. チャハル (察哈爾cahar)
47. 象山
48. 何殷村
49. 石巴爾臺
50. 完顔
51. 索倫
52. 庫庫竒特
53. 山端村
54. スワン･ハダ (蘇完哈達suwan hada)
55. 恭伊路
56. 努尼村
57. シラムレン?(錫拉穆倫)
58. 巴喇雅村

民国以後、ヘシェリ氏の多くは赫、何を漢姓とし、ほかにも高、康、赫、張、蘆、賀、索、英、郝、黒、佟、普、李、満などもみられる。

## 脚註

### 註釈
1. ↑  参考：翻訳元 (维基百科) より引用。

### 典拠
1. 1 2 3 4 5 6  三田村泰助 1960, p. 79-82, 七
2. ↑  “部族七 (附金史姓氏考-赫舍哩)”. 欽定滿洲源流考. 7
3. ↑  “山川二 (輝發河)”. 欽定滿洲源流考. 15
4. ↑  “列傳25 (紇石烈志寧)”. 金史. 87
5. ↑  “氏族典 (紇石烈姓部)”. 定古今圖書集成 (明倫彙編). 639
6. ↑  “金國語解 (姓氏)”. 金史. 135. "紇石烈曰高。"
7. 1 2 3  “太祖4年(1395)12月14日段733”. 朝鮮王朝實錄. 8
8. ↑  “山川二 (屯河)”. 欽定滿洲源流考. 15
9. ↑  ③ 湯旺河. “黒竜江省河川地名考”. 駒澤大學北海道教養部論集:  35.
10. ↑  “黑龍江總圖說”. 黑龍江輿圖說. "……又東北十二里、逕三姓城北。右納吉林之發爾圖渾河、亦曰歐肯河。左納巴蘭河。又東北流八十四里、屯河即吞河、東南流來會。自布雅密河以東、至吞河會松花江口之固木納城、吉林沿江左岸借地設站五：曰佛思亨、次東曰富拉葷、次東曰崇固爾庫、次東曰鄂勒郭本索、最東曰廟噶珊。松花江既納吞河、又東北流……"
11. 1 2  “都英額地方赫舍里氏”. 八旗滿洲氏族通譜. 9
12. ↑  赵力 2012, p. 480
13. ↑  “氏族志二 (赫舍里氏)”. 欽定八旗通志. 55

## 文献

### 史書
- 『金史』＊Wikisource版
- 愛新覚羅･弘昼, 西林覚羅･鄂尔泰, 富察･福敏, (舒穆祿氏)徐元夢『八旗滿洲氏族通譜』四庫全書, 1744 (漢文)
- ᠵᠠᡴᡡᠨ ᡤᡡᠰᠠᡳ ᠮᠠᠨᠵᡠᠰᠠᡳ ᠮᡠᡴᡡᠨ ᡥᠠᠯᠠ ᠪᡝ ᡠᡥᡝᡵᡳ ᡝᠵᡝᡥᡝ ᠪᡳᡨᡥᡝ (Jakūn gūsai Manjusai mukūn hala be uheri ejehe bithe) 1745 (満文)

### 論文
- 三田村泰助「明末清初の満洲氏族とその源流」『東洋史研究』第19巻第2号、東洋史研究会、1960年10月、174-211頁、CRID 1390290699810558336、doi:10.14989/148181、ISSN 0386-9059。